# Искусство в Южной России (журнал)
«Иску́сство в Ю́жной Росси́и» — ежемесячный журнал по вопросам изобразительного искусства, который выходил в Киеве (Российская империя).
Журнал был основан в 1909 году как «Искусство и печатное дело», в 1911 году был переименован в «Искусство. Графика. Художественная печать», в 1913—1914 годах — «Искусство в Южной России». Журнал печатался на русском языке.
Журнал уделял постоянное внимание истории искусства Юга России, художественным традициям украинского народа, а также основанным в Малороссии художественным школам, мастерским и фотостудиям.
В журнале сотрудничали Валерий Брюсов, Михаил Врубель, Ф.Эрнст, П.Мартинович, А.Новицкий и другие представители русской и украинской художественной интеллигенции. Редакция журнала размещалась на улице Новоелизаветинской (ныне Пушкинская), 4.